# خواكيم كارلسون
خواكيم كارلسون (بالسويدية: Joachim Karlsson)‏ هو لاعب كرة قدم سويدي، ولد في 13 يناير 1969. لعب مع نادي أورغريته.

## وصلات خارجية
- خواكيم كارلسون على موقع قاعدة بيانات كرة القدم.إي يو (الإنجليزية)